# Ingram MAC-10
La Ingram MAC-10 (Military Armament Corporation Model 10, oficialmente la M-10) es una pistola ametralladora o un subfusil sumamente compacto, accionada por retroceso y desarrollada por Gordon B. Ingram en 1964.

## Historia
El diseñador de armas estadounidense Gordon B. Ingram que había desarrollado varios subfusiles bajo su propio nombre (como el Ingram M6), comenzó a trabajar alrededor de 1964 en un subfusil más compacto y adecuado para operaciones clandestinas.
Ingram desarrolló varios prototipos entre 1965, y 1966 y por lo menos un arma fue comprada por el ejército de Estados Unidos para pruebas y evaluación. En 1969 Ingram se unió a la Sionics Co., compañía que previamente había fabricado silenciadores para pistolas, y que comenzó a producir las pistolas ametralladoras Ingram. En 1970 Sionics fue incorporado a la compañía Military Armament Corporation (o MAC en corto), localizada en Powder Springs, Georgia. Ese mismo año la MAC comenzó la producción de dos versiones de pistolas ametralladoras Ingram, la más grande Modelo 10 (M10), calibrado para munición 9 x 19 Parabellum o .45 ACP y la más pequeña Modelo 11 (M11), calibrado para munición 9 x 17 Browning (9 mm Corto o .380 ACP).
La compañía MAC se declaró en bancarrota en 1976, y los derechos de fabricación para las pistolas ametralladoras Ingram M10 y M11 fueron transferidos a RPB Industries Inc, ubicada en Atlanta. Más tarde subfusiles, pistolas automáticas y carabinas, basadas en diseño de Ingram, fueron fabricados por varias compañías más, tales como SWD Inc, Jersey Arms, Cobray y otras. Copias de la M10 fueron fabricadas en Taiwán y Japón.

## Diseño

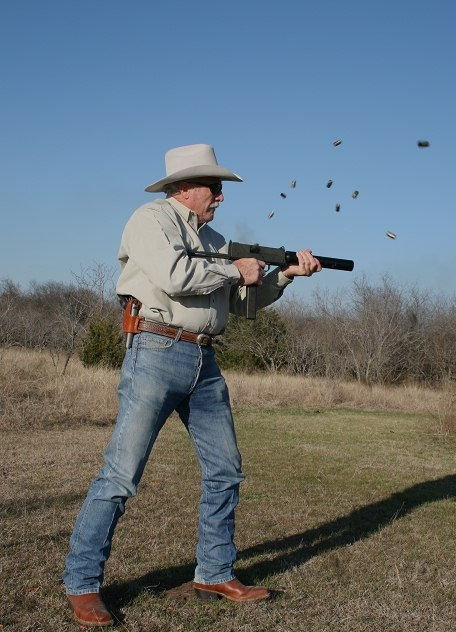
Demostración de disparo de un Ingram MAC-10 con sonido suprimido.

La M-10 fue construida principalmente con chapa de acero estampada. Una palanca de amartillado entallada sobresale en la parte superior del cajón de mecanismos, que al ser girada 90° bloqueará el cerrojo y funcionará como un indicador que el arma está asegurada. La M-10 tiene un cerrojo telescópico, que rodea una parte del cañón. Esto permite que sea más compacta y balancea el peso del arma sobre el pistolete, donde se encuentra el cargador. La M-10 dispara a cerrojo abierto, aparte que su ligero cerrojo da como resultado una alta cadencia de disparo. Además, incorpora una rampa de recarga en el guardamonte (una idea novedosa en la época) y para ahorrar el costo del cargador, era el mismo empleado por el subfusil M3. El cañón está roscado para instalar un silenciador, que reducía el ruido del disparo sin reducir la velocidad de la bala o evitando que el aire entre en el cañón, inhibiendo la firma sonora. A sugerencia del Ejército de Estados Unidos, el silenciador también actuaba como una empuñadura para reducir la elevación del cañón al disparar en modo automático. Ingram agregó una pequeña armella con una pequeña correa bajo la boca del cañón para ayudar a controlar el retroceso al disparar en modo automático.  

### Silenciador
El principal motivo del renombre de la M-10 original fue su revolucionario silenciador diseñado por Mitchell Werbell III de  Sionics. Este silenciador era de dos secciones, siendo la primera más grande que la segunda para contener materiales que eviten que el aire entre directamente en el cañón. La singular forma del silenciador le daba a la MAC-10 una apariencia característica. Además era muy efectivo, al punto que se podía oír el movimiento del cerrojo junto al sonido del disparo silenciado; sin embargo, esto solo era posible cuando se empleaban balas subsónicas. El silenciador también creó un punto para sujetar el arma; esto, combinado con el peso agregado, hizo que el arma sea más fácil de controlar. Durante la década de 1970, Estados Unidos aplicó restricciones a la exportación de silenciadores y varios países cancelaron sus órdenes de M-10, ya que la efectividad de su silenciador era uno de sus principales motivos de venta. Este fue uno de los factores que llevaron a Military Armament Corporation a la bancarrota, otro siendo el error de la compañía de no dirigirse al mercado particular. El silenciador Sionics original mide 290,57 mm de largo, tiene un diámetro de 54 mm y pesa 0,54 kg.

## Nomenclatura
A pesar de no ser oficial, el término "MAC-10" es frecuentemente empleado. Military Armament Corporation nunca usó la denominación MAC-10 en cualquiera de sus catálogos o volantes, pero debido a que "MAC-10" se volvió de uso frecuente por vendedores de armas Categoría II, escritores de armas y coleccionistas, hoy es empleado con más frecuencia que "M-10" para identificar el arma.

## Calibres y variantes
Aunque la M-10 original estaba disponible para los cartuchos .45 ACP o 9 x 19 Parabellum, es parte de una serie de pistolas ametralladoras, siendo las otras: la MAC-11 / M-11A1 semiautomática, que es una versión de tamaño reducido de la M-10 y emplea el 9 x 17 Corto; y la M-11/9, que es una versión modificada de la M-11 con un cajón de mecanismos más largo y que emplea el 9 x 19 Parabellum, fabricada posteriormente por SWD (Sylvia and Wayne Daniel) y Leinad.
En los Estados Unidos, las pistolas ametralladoras M-10 están reguladas por el Acta Nacional de Armas de Fuego de 1934. Cuando la Military Armament Corporation entró en bancarrota, a una gran cantidad —algunas fuentes citan el número en 7000[cita requerida]— de cajones de mecanismos incompletos se le estamparon números de serie y fueron comprados por una nueva empresa, la RPB Industries.
A algunas de las pistolas ametralladoras terminadas  (ya estampadas como MAC), se les estampó RPB en el lado opuesto, haciéndolas pistolas con doble marcaje. RPB Industries fabricó varias pistolas semiautomáticas y pistolas ametralladoras que disparaban a cerrojo abierto antes que la ATF confisque durante 1981 unas 200 pistolas semiautomáticas empleadas por los narcotraficantes. La compañía no pudo recuperarse de esa decisión. Wayne Daniel, entonces un tornero de la empresa, compró un lote de su inventario restante y formó SWD, diseñando una nueva arma que era más balanceada, disponible en variante automática y semiautomática con el nuevo diseño de cerrojo cerrado aprobado por la ATF. Este diseño todavía está disponible hoy.
La cadencia de disparo original de la M-10 en .45 ACP es de 950 disparos/minuto. La de la M11/9 en 9 x 19 Parabellum es de 1150 disparos/minuto y la de la M11 en 9 x 17 Corto es de 1380 disparos/minuto.
Lage Manufacturing está produciendo una variante muy popular, llamada "MAX upper". Esta compañía tiene su sede en Chandler, Arizona. La "MAX upper" tiene una cadencia reducida de unos 600 disparos/minuto (.45 ACP) y 700 disparos/minuto (9 x 19 Parabellum). Incorpora un riel Picatinny, una manija de amartillado lateral y un guardamanos.
Lage Manufacturing actualmente está publicitando una variante que emplea el cartucho .22 Long Rifle de la M11-A y la Max-11.
Alliance Armament fabrica pistolas ametralladoras que aceptan los cargadores de 36 balas del Suomi KP/-31, cargadores de doble hilera de 50 balas y tambores de 71 balas. Además está produciendo una conversión para 7,62 x 25 Tokarev, que debido al bajo costo y potencia de la bala, se volvería muy popular entre los participantes de las competiciones de subfusil.
Además de Military Armament Corporation, las MAC-10 y sus piezas también fueron producidas por RPB Industries. Otras compañías que la fabricaron fueron Leatherwood Texas MAC, Cobray Company/SWD/Leinad, Jersey Arms Works, MasterPiece Arms,  Section Five Firearms y Vulcan (Velocity Arms, serie V).

## La Prohibición de Armas de Asalto de 1994
Posiblemente debido a su amenazante apariencia y la reputación ganada por la versión que disparaba a cerrojo abierto antes de la prohibición del cerrojo abierto de 1982,[cita requerida] la versión semiautomática civil de la MAC-10, que funciona de distinto modo que su contraparte militar, fue un blanco de la Prohibición de Armas de Asalto de 1994. La prohibición estableció varios requisitos que definían un arma de asalto. No solamente la MAC-10 fue directamente incluida en la prohibición, sino que no pudo cumplir dos requisitos: 1. Una versión semiautomática de un arma automática. Y 2: Un peso de 1,4 kg (50 onzas) o más estando descargada. El peso límite impuesto era de 1,4 kg, que era excedido por la MAC-10 con sus 2,84 kg (100,16 oz).[cita requerida]
Además había otros dos problemas fundamentales: el arma tenía un cañón roscado, que le permitía montar un silenciador, y su cargador era de 32 balas, sobrepasando por mucho los límites de la prohibición. En respuesta, Wayne Daniel rediseñó el arma para no poder instalarle un silenciador y creó un nuevo retén del cargador que solamente permitía cargadores de 10 balas según ordenaba la Prohibición de Armas de Asalto de 1994. La nueva arma fue llamada PM11/9.

## Copias extranjeras y derivados

### BXP
El BXP es un subfusil de 9 mm desarrollado a mediados de la década de 1980 por la compañía sudafricana Mechem (actualmente una división de Denel, antes de ARMSCOR) y que entró en producción en 1984. Debido a los embargos de armamento que se le impusieron a Sudáfrica durante el apartheid, el país fue forzado a diseñar y fabricar sus propias armas. El arma iba a ser empleada por las fuerzas policiales. Los derechos de fabricación pasaron de mano en mano varias veces con el paso de los años, de Mechem a Milkor Marketing y más tarde a Truvelo Armoury, el actual fabricante (en 2009).

### Subfusil Cobra
El subfusil Cobra es una pistola semiautomática con culatín rodesiana, fabricada durante la guerra civil de Rodesia como una "Pistola de Defensa de Tierras" para granjeros y empleaba el cartucho 9 x 19 Parabellum. La forma de esta arma está parcialmente basada en el subfusil Uzi.

### Subfusil Patria
El subfusil Patria es una copia de la MAC-10 y tiene una camisa de enfriamiento/extensión del cañón muy parecida al BXP sudafricano. El Patria fue desarrollado por el Mayor Luis Ricardo Dávila de la Fuerza Aérea Argentina y obtuvo la Patente n.º 220494/5/6/7 el 20 de agosto de 1980. Emplea el cartucho 9 x 19 Parabellum para facilitar su transporte y es un arma ambidiestra.

### Subfusil Enarm
El Enarm era un subfusil brasileño basado en el Uzi y la MAC-10. Empleaba el cartucho 9 x 19 Parabellum y además tenía una empuñadura delantera. Aunque el arma se desempeñó bien durante las pruebas, su producción fue cancelada por razones financieras.

## Usuarios
- Arabia Saudita[11]
- Argentina Empleada por diversas fuerzas especiales.[11]
- Bolivia[12]
- Colombia: Empleada por la Policía Nacional de Colombia
- Chile[11]
- España: Empleada por diversas fuerzas policiales y por agentes del Centro Nacional de Inteligencia.[13]
- Estados Unidos: Empleada por las LRRP y los SEAL en la guerra de Vietnam.[11][14]
- Grecia[12]
- Guatemala[12]
- Honduras[12]
- El Salvador
- Israel[12]
- Polonia[12]
- Portugal[12]
- Reino Unido: Empleada por el Special Air Service.[11]
- República Dominicana[11]
- Venezuela[12]